# Zonotylus interruptus
Zonotylus interruptus là một loài bọ cánh cứng trong họ Cerambycidae.